# Filmografia della Biograph Company
1896 - 1897 - 1898 - 1899 - 1900 - 1901 - 1907 - 1908 - 1909 - 1910 - 1911 - 1912 - 1913 - 1914 - 1915 - 1916
La filmografia è basata su IMDb e su AFI

## Produzione

### 1896
- Rip Passing Over the Mountain, regia di William K.L. Dickson – cortometraggio (1896)
- Rip Meeting the Dwarf, regia di William K.L. Dickson – cortometraggio (1896)
- Rip Leaving Sleepy Hollow, regia di William K.L. Dickson – cortometraggio  (1896)
- Rip's Twenty Years' Sleep, regia di William K.L. Dickson – cortometraggio  (1896)
- Rip's Toast to Hudson, regia di William K.L. Dickson – cortometraggio (1896)
- Rip's Toast , regia di William K.L. Dickson – cortometraggio  (1896)
- McKinley at Home, Canton, Ohio – documentario, cortometraggio (1896)
- Exit of Rip and the Dwarf, regia di William K.L. Dickson – cortometraggio  (1896)
- Awakening of Rip, regia di William K.L. Dickson – cortometraggio  (1896)
- Dancing Darkies, regia di William K.L. Dickson – cortometraggio  (1896)
- A Watermelon Feast, regia di William K.L. Dickson – cortometraggio (1896)
- A Hard Wash, regia di William K.L. Dickson – cortometraggio (1896)

### 1897
- President McKinley's Inauguration – documentario, cortometraggio (1897)
- President Cleveland and President McKinley – documentario, cortometraggio (1897)
- McKinley and Others in Carriage – documentario, cortometraggio (1897)
- President McKinley's Inauguration – documentario, cortometraggio (1897

### 1898
- Sua Santità papa Leone XIII – documentario, cortometraggio (1898)
- The Christian Herald's Relief Station, Havana – documentario, cortometraggio (1898)
- Tribulations of a Country Schoolmarm – cortometraggio (1898)
- The Nearsighted School Teacher – cortometraggio (1898)
- The Katzenjammer Kids in School – cortometraggio (1898)
- President McKinley's Inspection of Camp Wikoff – documentario, cortometraggio (1898)
- U.S.S. Maine, Havana Harbor – documentario, cortometraggio (1898)
- Spanish-American War Scenes – documentario, cortometraggio (1898)

### 1899
- McKinley Leaving State House, Boston – documentario, cortometraggio (1899)
- Pole Vaulting at Columbia University (1899)
- Going to the Hunt (1899)
- Farmer Oatcake Has His Troubles (1899)
- Why Mamie Missed the Masquerade (1899)
- What Dumb Animals Can Be Taught (1899)
- Unveiling the Statue of Gen. U.S. Grant (1899)
- Troop 'F,' 3rd Cavalry
- Third Boston School Regiment
- The Wicked Sister and the Lobster
- The Breeches Buoy
- Tent Pegging
- Stealing a Dinner
- Shooting the Life Line
- Second Boston School Regiment
- Schooling Hunters
- President McKinley and Mayor Ashbridge of Philadelphia
- Mrs. U.S. Grant and President McKinley
- Mounted Artillery
- Launching the Lifeboat
- Hippwood-Barrett Car Fender
- Founder's Log Cabin
- First Boston School Regiment
- Distributing a War Extra
- Board of Trade
- A Unique Race
- Ambulance Corps Drill
- A Flock of Sheep
- President McKinley
- President and Mrs. McKinley
- La grande Duchesse
- How Ducks Are Fattened
- Governor Walcott of Massachusetts
- First Heavy Artillery
- Feeding the Pigeons
- Down Mount Tom
- Children Feeding Ducklings
- Smallest Train in the World
- Myopia vs. Dedham
- Kilpatrick's Ride
- Glen House Stage
- Canoeing at Riverside
- Aquatic Sports
- Winnisquam Lake
- The Great Lafayette
- The Frankenstein Trestle
- The Flume
- Summit of Mt. Washington
- The Flume
- Summit of Mt. Washington
- Sliding Down Mount Washington
- Miss Jewett and the Baker Family
- Hooksett Falls Bridge
- He Didn't Finish the Story
- Crawford Notch
- Climbing Jacob's Ladder
- Around Tynsborough Curve
- 'Imperial Limited.' Canadian Pacific R.R.
- Some Future Champions
- Demonstrating the Action of the Northrop Looms
- Demonstrating the Action of a Patent Street Sprinkler of the American Car Sprinkler Co. of Worcester, Mass
- A Roll Lift Draw Bridge
- Up the Big Grade in the Valley of the Kicking Horse
- Under the Shadow of Mt. Stephen, Passing Field's Station in the Rocky Mountains
- The Gap, Entrance to the Rocky Mountains
- The Eastern Slope of the Rockies, Passing Anthracite Station
- Steamship 'Empress of India'
- In the Canadian Rockies, Near Banff
- Down the Western Slope of the Canadian Rockies Through Kicking Horse Pass
- Chinamen Returning to China
- Beyond the Great Divide
- Grand Trunk R.R. Bridge Over Whirlpool (1899)
- Frazer Canyon, East of Yale
- Caribou Bridge
- Bridge No. 804, and Daly's Grade
- Battle of Jeffries and Sharkey for Championship of the World
- Around Gravel Bay
- West of Peterson; Entrance to Weber Canyon
- Tunnel 'No. Three' (1899)
- Toll Gate and Castle Rock Near Green River
- The 'Overland Limited' Passing Witch Rocks
- Passing Steamboat and Great Eastern Rocks (1899)
- One Thousand Mile Tree, Weber Canyon (1899)
- Home of Buffalo Bill (1899)
- East of Uintah in Weber Canyon (1899)
- Devil's Slide (1899)
- Devil's Gate (1899)
- By Pulpit Rock and Through the Town of Echo (1899)
- Train on Jacob's Ladder, Mt. Washington (1899)
- The Picturesque West (1899)
- Panorama from the Tower of the Brooklyn Bridge (1899)
- Full Rigged Ship at Sea (1899)
- Fraser River Valley (1899)
- Canadian Pacific Railroad Shots (1899)

### 1900
- Helping Mother – cortometraggio (1900)

### 1901
- Von Waldersee Reviewing Cossacks
- Unloading Halibut
- Unloading Cod
- Trotters at Worcester
- The War in China -- Von Waldersee's Review

- The Taku Road
- The Second Inauguration
- The Ghost Train
- The French Bridge, Tien-Tsin

- A Close Call – cortometraggio (1901)

- A Close Shave – cortometraggio (1901)

- The Overland Limited – cortometraggio, documentario (1901)

### 1904
- The Moonshiner, regia di Wallace McCutcheon – cortometraggio (1904)
- An Interrupted Honeymoon, regista sconosciuto – cortometraggio (1904)

### 1907
- Fights of Nations – cortometraggio (1907)
- Mr. Hurry-up – cortometraggio

### 1908
- The Paris Hat
- The Man in the Box

### 1909
- The Grandmother, regia di Gene Gauntier – cortometraggio (1909)
- Bill Sharkey's Last Game, regia di David W. Griffith – cortometraggio (1909)
- The Jilt, regia di David W. Griffith – cortometraggio (1909)
- Resurrection, regia di David W. Griffith – cortometraggio (1909)
- Two Memories, regia di David W. Griffith – cortometraggio (1909)
- Eloping with Auntie, regia di David W. Griffith – cortometraggio (1909)
- The Cricket on the Hearth, regia di David W. Griffith – cortometraggio (1909)
- His Duty, regia di David W. Griffith – cortometraggio (1909)
- Eradicating Aunty, regia di David W. Griffith – cortometraggio (1909)
- What Drink Did, regia di David W. Griffith – cortometraggio (1909)
- The Violin Maker of Cremona, regia di David W. Griffith – cortometraggio (1909)
- The Lonely Villa, regia di David W. Griffith – cortometraggio (1909)
- A New Trick, regia di David W. Griffith – cortometraggio (1909)
- The Son's Return, regia di David W. Griffith – cortometraggio (1909)
- The Faded Lilies, regia di David W. Griffith – cortometraggio (1909)
- Her First Biscuits, regia di David W. Griffith – cortometraggio (1909)
- Was Justice Served?, regia di David W. Griffith – cortometraggio (1909)
- The Peachbasket Hat, regia di David W. Griffith – cortometraggio (1909)
- Sweet and Twenty, regia di D. W. Griffith – cortometraggio (1909)
- The Way of Man, regia di David W. Griffith – cortometraggio (1909)
- The Necklace, regia di David W. Griffith – cortometraggio (1909)
- The Message, regia di David W. Griffith – cortometraggio (1909)
- Il medico di campagna (The Country Doctor), regia di David W. Griffith – cortometraggio (1909)
- The Cardinal's Conspiracy, regia di David W. Griffith e di Frank Powell – cortometraggio (1909)
- The Friend of the Family, regia di David W. Griffith – cortometraggio (1909)
- Tender Hearts, regia di David W. Griffith – cortometraggio (1909)
- The Renunciation, regia di David W. Griffith – cortometraggio (1909)
- Jealousy and the Man, regia di David W. Griffith – cortometraggio (1909)
- A Convict's Sacrifice, regia di David W. Griffith – cortometraggio (1909)
- The Slave, regia di David W. Griffith – cortometraggio (1909)
- A Strange Meeting, regia di David W. Griffith – cortometraggio (1909)
- The Mended Lute, regia di David W. Griffith – cortometraggio (1909)
- They Would Elope, regia di David W. Griffith – cortometraggio (1909)
- Mr. Jones' Burglar, regia di David W. Griffith – cortometraggio (1909)
- The Better Way, regia di David W. Griffith – cortometraggio (1909)
- With Her Card, regia di David W. Griffith – cortometraggio (1909)
- Mrs. Jones' Lover or I Want My Hat, regia di David W. Griffith – cortometraggio (1909)
- His Wife's Visitor, regia di David W. Griffith – cortometraggio (1909)
- The Indian Runner's Romance, regia di David W. Griffith – cortometraggio (1909)
- The Seventh Day, regia di David W. Griffith – cortometraggio (1909)
- Oh, Uncle!, regia di David W. Griffith – cortometraggio (1909)
- The Mills of the Gods, regia di David W. Griffith – cortometraggio (1909)
- Pranks, regia di David W. Griffith – cortometraggio (1909)
- The Sealed Room, regia di David W. Griffith – cortometraggio (1909)
- The Little Darling, regia di David W. Griffith – cortometraggio (1909)
- The Hessian Renegades, regia di David W. Griffith – cortometraggio (1909)
- Comata, the Sioux, regia di David W. Griffith – cortometraggio (1909)
- The Children's Friend, regia di David W. Griffith – cortometraggio (1909)
- Getting Even, regia di David W. Griffith – cortometraggio (1909)
- The Broken Locket, regia di David W. Griffith – cortometraggio (1909)
- In Old Kentucky, regia di David W. Griffith – cortometraggio (1909)
- A Fair Exchange, regia di David W. Griffith – cortometraggio (1909)
- Leather Stocking, regia di David W. Griffith – cortometraggio (1909)
- Wanted, a Child, regia di David W. Griffith – cortometraggio (1909)
- The Awakening, regia di David W. Griffith – cortometraggio (1909)
- Pippa Passes or Pippa Passes; or, The Song of Conscience, regia di David W. Griffith – cortometraggio (1909)
- Fools of Fate , regia di David W. Griffith – cortometraggio (1909)
- The Little Teacher, regia di David W. Griffith – cortometraggio (1909)
- A Change of Heart, regia di David W. Griffith – cortometraggio (1909)
- His Lost Love, regia di David W. Griffith – cortometraggio (1909)
- The Expiation, regia di David W. Griffith – cortometraggio (1909)
- In the Watches of the Night, regia di David W. Griffith – cortometraggio (1909)
- Lines of White on a Sullen Sea, regia di David W. Griffith – cortometraggio (1909)
- What's Your Hurry?, regia di David W. Griffith – cortometraggio (1909)
- The Gibson Goddess, regia di David W. Griffith – cortometraggio (1909)
- Nursing a Viper, regia di David W. Griffith – cortometraggio (1909)
- The Light That Came, regia di David W. Griffith – cortometraggio (1909)
- The Restoration, regia di David W. Griffith – cortometraggio (1909)
- Two Women and a Man, regia di David W. Griffith – cortometraggio (1909)
- A Sweet Revenge, regia di David W. Griffith – cortometraggio (1909)
- A Midnight Adventure, regia di David W. Griffith – cortometraggio (1909)
- The Open Gate, regia di David W. Griffith – cortometraggio (1909)
- The Mountaineer's Honor, regia di David W. Griffith – cortometraggio (1909)
- The Trick That Failed , regia di David W. Griffith – cortometraggio (1909)
- In the Window Recess, regia di David W. Griffith – cortometraggio (1909)
- The Death Disc: A Story of the Cromwellian Period, regia di David W. Griffith – cortometraggio (1909)
- Through the Breakers, regia di David W. Griffith – cortometraggio (1909)
- The Red Man's View, regia di David W. Griffith – cortometraggio (1909)
- A Corner in Wheat, regia di David W. Griffith – cortometraggio (1909)
- The Test, regia di David W. Griffith – cortometraggio (1909)
- In a Hempen Bag, regia di David W. Griffith – cortometraggio (1909)
- A Trap for Santa Claus, regia di David W. Griffith – cortometraggio (1909)
- In Little Italy, regia di David W. Griffith – cortometraggio (1909)
- To Save Her Soul, regia di David W. Griffith – cortometraggio (1909)
- The Day After, regia di David W. Griffith e Frank Powell – cortometraggio (1909)
- Choosing a Husband, regia di David W. Griffith – cortometraggio (1909)
- The Heart of an Outlaw, regia di David W. Griffith – cortometraggio (1909)

### 1910
- The Rocky Road, regia di David W. Griffith – cortometraggio (1910)
- The Dancing Girl of Butte, regia di David W. Griffith – cortometraggio (1910)
- Her Terrible Ordeal, regia di David W. Griffith – cortometraggio (1910)
- All on Account of the Milk , regia di Frank Powell – cortometraggio (1910)
- On the Reef, regia di David W. Griffith – cortometraggio (1910)
- The Call, regia di David W. Griffith – cortometraggio (1910)
- The Honor of His Family, regia di David W. Griffith – cortometraggio (1910)
- The Last Deal, regia di David W. Griffith – cortometraggio (1910)
- The Cloister's Touch, regia di David W. Griffith – cortometraggio (1910)
- The Woman from Mellon's, regia di David W. Griffith – cortometraggio (1910)
- The Course of True Love, regia di David W. Griffith – cortometraggio (1910)
- The Duke's Plan, regia di David W. Griffith – cortometraggio (1910)
- One Night and Then, regia di David W. Griffith – cortometraggio (1910)
- The Englishman and the Girl, regia di David W. Griffith – cortometraggio (1910)
- His Last Burglary, regia di David W. Griffith – cortometraggio (1910)
- Taming a Husband, regia di David W. Griffith – cortometraggio (1910)
- The Final Settlement, regia di David W. Griffith – cortometraggio (1910)
- The Newlyweds, regia di David W. Griffith – cortometraggio (1910)
- The Thread of Destiny, regia di David W. Griffith – cortometraggio (1910)
- In Old California, regia di David W. Griffith – cortometraggio (1910)
- The Man, regia di David W. Griffith – cortometraggio (1910)
- The Converts, regia di David W. Griffith – cortometraggio (1910)
- The Love of Lady Irma, regia di Frank Powell – cortometraggio (1910)
- Faithful, regia di David W. Griffith – cortometraggio (1910)
- The Twisted Trail, regia di David W. Griffith – cortometraggio (1910)
- Gold Is Not All, regia di David W. Griffith – cortometraggio (1910)
- The Smoker, regia di David W. Griffith – cortometraggio (1910)
- His Last Dollar, regia di David W. Griffith – cortometraggio (1910)
- The Two Brothers, regia di David W. Griffith – cortometraggio (1910)
- As It Is in Life, regia di David W. Griffith – cortometraggio (1910)
- A Rich Revenge, regia di David W. Griffith – cortometraggio (1910)
- A Romance of the Western Hills, regia di David W. Griffith – cortometraggio (1910)
- The Kid, regia di Frank Powell – cortometraggio (1910)
- Thou Shalt Not, regia di David W. Griffith – cortometraggio (1910)
- The Tenderfoot's Triumph, regia di Frank Powell – cortometraggio (1910)
- The Way of the World, regia di David W. Griffith – cortometraggio (1910)
- Up a Tree, regia di Frank Powell – cortometraggio (1910)
- The Gold Seekers, regia di David W. Griffith – cortometraggio (1910)
- The Unchanging Sea, regia di David W. Griffith – cortometraggio (1910)
- Love Among the Roses, regia di David W. Griffith – cortometraggio (1910)
- Over Silent Paths, regia di David W. Griffith – cortometraggio (1910)
- An Affair of Hearts, regia di Frank Powell – cortometraggio (1910)
- Ramona, regia di David W. Griffith – cortometraggio (1910)
- A Knot in the Plot, regia di David W. Griffith – cortometraggio (1910)
- The Impalement, regia di David W. Griffith – cortometraggio (1910)
- In the Season of Buds, regia di David W. Griffith – cortometraggio (1910)
- The Purgation, regia di David W. Griffith – cortometraggio (1910)
- A Child of the Ghetto, regia di David W. Griffith – cortometraggio (1910)
- A Victim of Jealousy, regia di David W. Griffith – cortometraggio (1910)
- In the Border States, regia di David W. Griffith – cortometraggio (1910)
- The Face at the Window, regia di David W. Griffith – cortometraggio (1910)
- Never Again, regia di Frank Powell – cortometraggio (1910)
- May and December, regia di Frank Powell – cortometraggio (1910)
- The Marked Time-Table, regia di David W. Griffith – cortometraggio (1910)
- Aeroplane Flight and Wreck (Piloted by M. Cody) – cortometraggio (1910)
- A Child's Impulse, regia di David W. Griffith – cortometraggio (1910)
- Muggsy's First Sweetheart, regia di David W. Griffith – cortometraggio (1910)
- A Midnight Cupid, regia di David W. Griffith – cortometraggio (1910)
- What the Daisy Said, regia di David W. Griffith – cortometraggio (1910)
- A Child's Faith, regia di David W. Griffith – cortometraggio (1910)
- A Flash of Light, regia di David W. Griffith – cortometraggio (1910)
- Serious Sixteen, regia di David W. Griffith – cortometraggio (1910)
- As the Bells Rang Out!, regia di David W. Griffith – cortometraggio (1910)
- The Call to Arms, regia di David W. Griffith – cortometraggio (1910)
- Unexpected Help, regia di David W. Griffith – cortometraggio (1910)
- An Arcadian Maid, regia di David W. Griffith – cortometraggio (1910)
- Her Father's Pride, regia di David W. Griffith – cortometraggio (1910)
- The House with Closed Shutters, regia di David W. Griffith – cortometraggio (1910)
- A Salutary Lesson, regia di David W. Griffith – cortometraggio (1910)
- The Usurer, regia di David W. Griffith – cortometraggio (1910)
- When We Were in Our Teens, regia di Frank Powell – cortometraggio (1910)
- An Old Story with a New Ending, regia di David W. Griffith  e Frank Powell – cortometraggio   (1910)
- The Sorrows of the Unfaithful, regia di David W. Griffith – cortometraggio (1910)
- Wilful Peggy, regia di David W. Griffith – cortometraggio (1910)
- The Modern Prodigal, regia di David W. Griffith – cortometraggio (1910)
- The Affair of an Egg, regia di David W. Griffith e Frank Powell – cortometraggio (1910)
- Muggsy Becomes a Hero, regia di Frank Powell – cortometraggio (1910)
- A Summer Idyll, regia di David W. Griffith – cortometraggio (1910)
- Little Angels of Luck, regia di David W. Griffith – cortometraggio (1910)
- A Mohawk's Way, regia di David W. Griffith – cortometraggio (1910)
- In Life's Cycle, regia di David W. Griffith – cortometraggio (1910)
- A Summer Tragedy, regia di David W. Griffith e Frank Powell – cortometraggio (1910)
- The Oath and the Man, regia di David W. Griffith – cortometraggio (1910)
- Rose O'Salem Town, regia di David W. Griffith – cortometraggio (1910)
- Examination Day at School, regia di David W. Griffith – cortometraggio (1910)
- The Iconoclast, regia di David W. Griffith – cortometraggio (1910)
- How Hubby Got a Raise
- A Gold Necklace, regia di Frank Powell – cortometraggio (1910)
- That Chink at Golden Gulch, regia di David W. Griffith – cortometraggio (1910)
- The Masher, regia di Frank Powell – cortometraggio (1910)
- A Lucky Toothache, regia di Frank Powell – cortometraggio (1910)
- The Broken Doll, regia di David W. Griffith – cortometraggio (1910)
- The Banker's Daughters, regia di David W. Griffith – cortometraggio (1910)
- The Message of the Violin, regia di David W. Griffith – cortometraggio (1910)
- The Proposal, regia di Frank Powell – cortometraggio (1910)
- The Passing of a Grouch, regia di Frank Powell – cortometraggio (1910)
- Two Little Waifs, regia di David W. Griffith – cortometraggio (1910)
- Waiter No. 5, regia di David W. Griffith – cortometraggio (1910)
- The Fugitive, regia di David W. Griffith – cortometraggio (1910)
- Simple Charity, regia di David W. Griffith – cortometraggio (1910)
- Sunshine Sue, regia di David W. Griffith – cortometraggio (1910)
- The Troublesome Baby
- Love in Quarantine, regia di Frank Powell – cortometraggio (1910)
- The Song of the Wildwood Flute, regia di David W. Griffith – cortometraggio (1910)
- Not So Bad as It Seemed
- His New Lid, regia di David W. Griffith – cortometraggio (1910)
- A Plain Song, regia di David W. Griffith – cortometraggio (1910)
- Effecting a Cure, regia di Frank Powell – cortometraggio (1910)
- A Child's Stratagem, regia di David W. Griffith – cortometraggio (1910)
- Turning the Tables, regia di Frank Powell – cortometraggio (1910)
- Happy Jack, a Hero, regia di Frank Powell – cortometraggio (1910)
- The Golden Supper, regia di David W. Griffith – cortometraggio (1910)
- His Sister-In-Law, regia di David W. Griffith – cortometraggio (1910)
- The Lesson, regia di David W. Griffith – cortometraggio (1910)
- White Roses, regia di Frank Powell – cortometraggio (1910)
- The Recreation of an Heiress
- Winning Back His Love, regia di David W. Griffith – cortometraggio (1910)
- His Wife's Sweethearts
- After the Ball, regia di Frank Powell – cortometraggio (1910)

### 1912
- The Baby and the Stork, regia di David W. Griffith – cortometraggio (1912)
- Vita di Villa (Life of Villa), regia di Christy Cabanne (1912)
- Grannie, regia di D.W. Griffith – cortometraggio (1912)
- Who Got the Reward, regia di Mack Sennett – cortometraggio (1912)
- The Joke on the Joker, regia di Mack Sennett – cortometraggio (1912)
- A Tale of the Wilderness, regia di David W. Griffith – cortometraggio (1912)
- The Eternal Mother, regia di David W. Griffith – cortometraggio (1912)
- Did Mother Get Her Wish?, regia di Mack Sennett – cortometraggio (1912)
- Brave and Bold, regia di Mack Sennett – cortometraggio (1912)
- The Old Bookkeeper, regia di David W. Griffith – cortometraggio (1912)
- For His Son, regia di David W. Griffith – cortometraggio (1912)
- With a Kodak, regia di Mack Sennett – cortometraggio (1912)
- Pants and Pansies, regia di Mack Sennett – cortometraggio (1912)
- A Blot on the 'Scutcheon, regia di David W. Griffith – cortometraggio (1912)
- The Transformation of Mike, regia di D.W. Griffith – cortometraggio (1912)
- Lily's Lovers, regia di Mack Sennett – cortometraggio (1912)
- A Near-Tragedy, regia di Mack Sennett – cortometraggio (1912)
- A Sister's Love, regia di D.W. Griffith – cortometraggio (1912)
- Billy's Stratagem, regia di D.W. Griffith – cortometraggio  (1912)
- The Mender of Nets, regia di David W. Griffith – cortometraggio (1912)
- The Fatal Chocolate, regia di Mack Sennett (1912)
- Got a Match, regia di Mack Sennett (1912)
- Under Burning Skies, regia di D.W. Griffith – cortometraggio (1912)
- The Sunbeam, regia di David W. Griffith – cortometraggio (1912)
- Priscilla's Capture, regia di Frank Powell (1912)
- A Message from the Moon, regia di Mack Sennett (1912)
- A Siren of Impulse, regia di D.W. Griffith – cortometraggio (1912)
- A String of Pearls, regia di David W. Griffith – cortometraggio (1912)
- The Engagement Ring, regia di Mack Sennett (1912)
- A Spanish Dilemma, regia di Mack Sennett (1912)
- The Girl and Her Trust, regia di D.W. Griffith (1912)
- Iola's Promise, regia di David W. Griffith – cortometraggio (1912)
- The Root of Evil, regia di David W. Griffith (1912)
- Hot Stuff, regia di Mack Sennett (1912)
- A Voice from the Deep, regia di Mack Sennett (1912)
- The Goddess of Sagebrush Gulch, regia di David W. Griffith (1912)
- Those Hicksville Boys, regia di Mack Sennett (1912)
- Oh, Those Eyes, regia di Mack Sennett (1912)
- The Punishment, regia di D.W. Griffith (1912)
- Fate's Interception, regia di D.W. Griffith (1912)
- Their First Kidnapping Case, regia di Mack Sennett (1912)
- Help! Help!, regia di Mack Sennett (1912)
- The Female of the Species, regia di D.W. Griffith (1912)
- Just Like a Woman, regia di David W. Griffith (1912)
- Won by a Fish, regia di Mack Sennett (1912)
- The Brave Hunter, regia di Mack Sennett (1912)
- One Is Business, the Other Crime, regia di D.W. Griffith (1912)
- The Lesser Evil, regia di D.W. Griffith (1912)
- The Leading Man, regia di Mack Sennett (1912)
- The Fickle Spaniard, regia di Dell Henderson e Mack Sennett (1912)
- The Old Actor, regia di D.W. Griffith (1912)
- When the Fire-Bells Rang, regia di Mack Sennett (1912)
- A Lodging for the Night, regia di D.W. Griffith (1912)
- The Furs, regia di Mack Sennett (1912)
- His Lesson, regia di D.W. Griffith (1912)
- When Kings Were the Law, regia di D.W. Griffith (1912)
- Helen's Marriage, regia di Mack Sennett (1912)
- A Close Call, regia di Mack Sennett (1912)
- A Beast at Bay, regia di D.W. Griffith (1912)
- An Outcast Among Outcasts, regia di D.W. Griffith e Wilfred Lucas (1912)
- Tomboy Bessie, regia di Mack Sennett (1912)
- Algy the Watchman, regia di Henry Lehrman (1912)
- Home Folks, regia di D.W. Griffith (1912)
- A Temporary Truce, regia di D.W. Griffith (1912)
- Neighbors, regia di Mack Sennett (1912)
- Katchem Kate, regia di Mack Sennett (1912)
- Lena and the Geese, regia di D.W. Griffith (1912)
- The Spirit Awakened, regia di D.W. Griffith (1912)
- The New Baby, regia di Mack Sennett (1912)
- A Dash Through the Clouds, regia di Mack Sennett (1912)
- The School Teacher and the Waif, regia di D.W. Griffith (1912)
- Man's Lust for Gold, regia di D.W. Griffith (1912)
- Trying to Fool Uncle, regia di Mack Sennett (1912)
- One Round O'Brien, regia di Mack Sennett (1912)
- An Indian Summer, regia di D.W. Griffith (1912)
- La genesi dell'uomo (Man's Genesis), regia di D.W. Griffith (1912)
- The Speed Demon, regia di Mack Sennett (1912)
- His Own Fault, regia di Mack Sennett (1912)
- Heaven Avenges, regia di D.W. Griffith (1912)
- The Sands of Dee, regia di D.W. Griffith (1912)
- Willie Becomes an Artist, regia di Mack Sennett (1912)
- The Would-Be Shriner, regia di Mack Sennett (1912)
- Black Sheep, regia di D.W. Griffith e Wilfred Lucas (1912)
- The Narrow Road, regia di D.W. Griffith (1912)
- What the Doctor Ordered, regia di Mack Sennett (1912)
- The Tourists, regia di Mack Sennett (1912)
- A Child's Remorse, regia di D.W. Griffith (1912)
- The Inner Circle, regia di D.W. Griffith (1912)
- Tragedy of the Dress Suit, regia di Mack Sennett (1912)
- An Interrupted Elopement, regia di Mack Sennett (1912)
- With the Enemy's Help, regia di Wilfred Lucas (1912)
- A Change of Spirit, regia di D.W. Griffith (1912)
- Through Dumb Luck, regia di Dell Henderson, supervisione di Mack Sennett (1912)
- Mr. Grouch at the Seashore, regia di Dell Henderson (1912)
- A Pueblo Romance, regia di D.W. Griffith (1912)
- A Pueblo Legend, regia di D.W. Griffith (1912)
- In the North Woods, regia di D.W. Griffith (1912)
- He Must Have a Wife, regia di Mack Sennett (1912)
- Getting Rid of Trouble, regia di Dell Henderson (1912)
- An Unseen Enemy, regia di David W. Griffith (1912)
- Blind Love, regia di D.W. Griffith (1912)
- Stern Papa, regia di Mack Sennett (1912)
- Love's Messenger, regia di Dell Henderson (1912)
- Two Daughters of Eve, regia di David W. Griffith (1912)
- Friends, regia di David W. Griffith (1912)
- A Mixed Affair, regia di Dell Henderson (1912)
- A Disappointed Mama, regia di Dell Henderson (1912)
- So Near, Yet So Far, regia di D.W. Griffith (1912)
- A Feud in the Kentucky Hills, regia di D.W. Griffith (1912)
- The Line at Hogan's, regia di Dell Henderson (1912)
- A Ten-Karat Hero, regia di Dell Henderson (1912)
- The Chief's Blanket, regia di D.W. Griffith (1912)
- In the Aisles of the Wild, regia di D.W. Griffith (1912)
- Like the Cat, They Came Back, regia di Dell Henderson (1912)
- A Limited Divorce, regia di Dell Henderson (1912)
- The One She Loved, regia di David W. Griffith (1912)
- The Painted Lady, regia di D.W. Griffith (1912)
- At the Basket Picnic, regia di Dell Henderson (1912)
- A Real Estate Deal, regia di Dell Henderson (1912)
- The Musketeers of Pig Alley, regia di David W. Griffith (1912)
- Heredity, regia di D.W. Griffith (1912)
- The Club-Man and the Crook, regia di Dell Henderson (1912)
- His Auto's Maiden Trip, regia di Dell Henderson (1912)
- Gold and Glitter, regia di David W. Griffith (1912)
- My Baby, regia di D.W. Griffith (1912)
- Their Idols, regia di Dell Henderson (1912)
- Hoist on His Own Petard, regia di Dell Henderson (1912)
- The Informer, regia di D.W. Griffith (1912)
- A Sailor's Heart, regia di Wilfred Lucas (1912)
- An Absent-Minded Burglar, regia di Dell Henderson, Mack Sennett (1912)
- After the Honeymoon, regia di Dell Henderson (1912)
- Brutality, regia di D.W. Griffith (1912)
- The New York Hat, regia di David W. Griffith (1912)
- She Is a Pippin, regia di Dell Henderson (1912)
- Jinx's Birthday Party, regia di Dell Henderson (1912)
- My Hero, regia di D.W. Griffith (1912)
- The Burglar's Dilemma, regia di David W. Griffith (1912)
- The Massacre, regia di D.W. Griffith (1912)
- The Divorcee, regia di Dell Henderson (1912)
- Papering the Den, regia di Dell Henderson (1912)
- A Cry for Help, regia di D.W. Griffith (1912)
- The God Within, regia di David W. Griffith (1912)
- Bill Bogg's Windfall, regia di Dell Henderson (1912)
- A Day's Outing, regia di Dell Henderson   (1912)

### 1913
- Lime Kiln Club Field Day, regia di T. Hayes Hunter e Edwin Middleton – cortometraggio (1913)
- Three Friends, regia di David W. Griffith – cortometraggio (1913)
- The Telephone Girl and the Lady, regia di David W. Griffith – cortometraggio (1913)
- The Bite of a Snake, regia di Dell Henderson – cortometraggio (1913)
- The Best Man Wins, regia di Dell Henderson – cortometraggio (1913)
- Pirate Gold, regia di Wilfred Lucas – cortometraggio (1913)
- An Adventure in the Autumn Woods, regia di D.W. Griffith – cortometraggio (1913)
- The High Cost of Reduction, regia di Dell Henderson (1913)
- Kissing Kate, regia di Dell Henderson (1913)
- The Tender Hearted Boy, regia di D.W. Griffith e Frank Powell (1913)
- A Misappropriated Turkey, regia di D.W. Griffith (1913)
- What Is the Use of Repining?, regia di Dell Henderson (1913)
- The Masher Cop, regia di Dell Henderson (1913)
- Brothers, regia di D.W. Griffith (1913)
- Oil and Water, regia di David W. Griffith (1913)
- The Press Gang, regia di Dell Henderson (1913)
- Oh, What a Boob!, regia di Dell Henderson (1913)
- A Father's Lesson, regia di Dell Henderson (1913)
- Drink's Lure, regia di David W. Griffith (1913)
- There Were Hoboes Three, regia di Dell Henderson (1913)
- An Up-to-Date Lochinvar, regia di Dell Henderson (1913)
- A Chance Deception, regia di David W. Griffith (1913)
- Love in an Apartment Hotel, regia di David W. Griffith (1913)
- Look Not Upon the Wine, regia di Dell Henderson (1913)
- A Queer Elopement, regia di Dell Henderson (1913)
- The Wrong Bottle, regia di Anthony O'Sullivan (1913)
- Broken Ways, regia di David W. Griffith (1913)
- A Girl's Stratagem, regia di D.W. Griffith e Frank Powell (1913)
- Tightwad's Predicament, regia di Dell Henderson (1913)
- The Spring of Life, regia di Dell Henderson (1913)
- The Unwelcome Guest, regia di D.W. Griffith (1913)
- The Power of the Camera, regia di Dell Henderson (1913)
- A Delivery Package , regia di Dell Henderson (1913)
- Near to Earth, regia di David W. Griffith (1913)
- Fate , regia di David W. Griffith (1913)
- A Welcome Intruder, regia di David W. Griffith (1913)
- The Old Gray Mare, regia di Dell Henderson (1913)
- All Hail to the King, regia di Dell Henderson (1913)
- The Sheriff's Baby, regia di David W. Griffith (1913)
- Their One Good Suit, regia di Dell Henderson (1913)
- Edwin Masquerades, regia di Dell Henderson (1913)
- The Hero of Little Italy, regia di D.W. Griffith (1913)
- The Perfidy of Mary, regia di David W. Griffith (1913)
- The Stolen Bride regia di Anthony O'Sullivan (1913)
- An 'Uncle Tom's Cabin' Troupe, regia di Dell Henderson (1913)
- A Lesson to Mashers, regia di Dell Henderson (1913)
- The Little Tease, regia di David W. Griffith (1913)
- He Had a Guess Coming, regia di Dell Henderson (1913)
- A Horse on Bill, regia di Dell Henderson (1913)
- A Frightful Blunder, regia di Anthony O'Sullivan (1913)
- A Misunderstood Boy, regia di David W. Griffith (1913)
- The Left-Handed Man, regia di David W. Griffith (1913)
- The Cure, regia di Dell Henderson (1913)
- A Ragtime Romance, regia di Dell Henderson (1913)
- The Lady and the Mouse, regia di David W. Griffith (1913)
- The Daylight Burglar, regia di Dell Henderson (1913)
- Blame the Wife, regia di Dell Henderson (1913)
- If We Only Knew, regia di David W. Griffith (1913)
- The Wanderer, regia di David W. Griffith (1913)
- The Tenderfoot's Money, regia di Anthony O'Sullivan (1913)
- The Coveted Prize, regia di Dell Henderson (1913)
- Frappe Love, regia di Dell Henderson (1913)
- The Stolen Loaf, regia di David W. Griffith (non confermato) (1913)
- The House of Darkness, regia di David W. Griffith (1913)
- The King and the Copper, regia di Dell Henderson (1913)
- A Rainy Day, regia di Dell Henderson (1913)
- The Yaqui Cur, regia di David W. Griffith (1913)
- Olaf-An Atom, regia di Anthony O'Sullivan – cortometraggio (1913)
- The Hicksville Epicure, regia di Dell Henderson (1913)
- Cinderella and the Boob, regia di Dell Henderson (1913)
- Just Gold, regia di David W. Griffith (1913)
- The Trimmers Trimmed, regia di Dell Henderson (1913)
- Highbrow Love, regia di Dell Henderson (1913)
- A Dangerous Foe, regia di Anthony O'Sullivan (1913)
- His Mother's Son, regia di David W. Griffith (1913)
- The Ranchero's Revenge, regia di David W. Griffith (1913)
- Slippery Slim Repents, regia di Dell Henderson (1913)
- Just Kids, regia di Dell Henderson (1913)
- A Timely Interception, regia di David W. Griffith (1913)
- Red Hicks Defies the World, regia di Dell Henderson (1913)
- Jenks Becomes a Desperate Character, regia di Dell Henderson (1913)
- The Well, regia di Tony O'Sullivan (1913)
- Death's Marathon, regia di David W. Griffith (1913)
- The Switch Tower, regia di Anthony O'Sullivan (1913)
- The Rise and Fall of McDoo, regia di Dell Henderson (1913)
- Almost a Wild Man, regia di Dell Henderson (1913)
- The Mothering Heart, regia di David W. Griffith (1913)
- Master Jefferson Green, regia di Dell Henderson (1913)
- A Compromising Complication, regia di Dell Henderson (1913)
- In Diplomatic Circles, regia di Anthony O'Sullivan (1913)
- Her Mother's Oath, regia di David W. Griffith (1913)
- A Gamble with Death, regia di Anthony O'Sullivan (1913)
- Faust and the Lily, regia di Dell Henderson (1913)
- An Old Maid's Deception, regia di Dell Henderson (1913)
- The Sorrowful Shore, regia di David W. Griffith (1913)
- The Reformers; or, The Lost Art of Minding One's Business, regia di David W. Griffith (1913)
- The Noisy Suitors, regia di Dell Henderson (1913)
- A Sea Dog's Love, regia di Dell Henderson (1913)
- The Enemy's Baby, regia di David W. Griffith (1913)
- The Mistake, regia di David W. Griffith (1913)
- A Gambler's Honor, regia di Anthony O'Sullivan (1913)
- The Sweat-Box, regia di Dell Henderson (1913)
- A Chinese Puzzle, regia di Dell Henderson (1913)
- During the Round-Up, regia di Christy Cabanne (1913)
- While the Count Goes Bathing, regia di Dell Henderson (1913)
- Pa Says, regia di Dell Henderson (1913)
- The Mirror, regia di Anthony O'Sullivan (1913)
- The Coming of Angelo, regia di David W. Griffith (1913)
- The Vengeance of Galora, regia di Anthony O'Sullivan (1913)
- Those Little Flowers, regia di Dell Henderson (1913)
- Mr. Spriggs Buys a Dog, regia di Dell Henderson (1913)
- When Love Forgives, regia di Anthony O'Sullivan (1913)
- The Monument, regia di Anthony O'Sullivan (1913)
- The Widow's Kids, regia di Dell Henderson (1913)
- Cupid and the Cook, regia di Dell Henderson (1913)
- Under the Shadow of the Law, regia di Anthony O'Sullivan (1913)
- I Was Meant for You, regia di Anthony O'Sullivan (1913)
- Papa's Baby, regia di Dell Henderson (1913)
- Come Seben, Leben, regia di Dell Henderson (1913)
- An Indian's Loyalty, regia di Christy Cabanne o D.W. Griffith o Frank Powell[1] (1913)
- The Suffragette Minstrels, regia di Dell Henderson (1913)
- Father's Chicken Dinner, regia di Dell Henderson (1913)
- The Work Habit, regia di Anthony O'Sullivan (1913)
- Two Men of the Desert, regia di David W. Griffith (1913)
- The Crook and the Girl, regia di Anthony O'Sullivan (1913)
- Objections Overruled, regia di Dell Henderson (1913)
- Black and White, regia di Dell Henderson (1913)
- The Adopted Brother, regia di  W.C. Cabanne e, non confermato, D.W. Griffith (1913)
- Edwin's Badge of Honor, regia di Dell Henderson (1913)
- Among Club Fellows, regia di Dell Henderson (1913)
- A Woman in the Ultimate, regia di Dell Henderson (1913)
- The Strong Man's Burden, regia di Anthony O'Sullivan (1913)
- A Modest Hero, regia di Dell Henderson (1913)
- The Lady in Black, regia di Dell Henderson (1913)
- Baby Indisposed, regia di Dell Henderson (1913)
- An Unjust Suspicion, regia di Christy Cabanne (1913)
- His Hoodoo (o His Hindoo ?)[2], regia di Edward Dillon (1913)
- Dan Greegan's Ghost, regia di Dell Henderson (1913)
- The Stolen Treaty, regia di Anthony O'Sullivan – cortometraggio (1913)
- For the Son of the House, regia di Dell Henderson (1913)
- The Law and His Son, regia di Anthony O'Sullivan – cortometraggio (1913)
- The End of the World, regia di Edward Dillon (1913)
- A Saturday Holiday, regia di Edward Dillon (1913)
- Influence of the Unknown, regia di Christy Cabanne (1913)
- With the Aid of Phrenology, regia di Edward Dillon (1913)
- Dyed But Not Dead, regia di Edward Dillon (1913)
- A Tender-Hearted Crook, regia di Anthony O'Sullivan (1913)
- The Chieftain's Sons, regia di Christy Cabanne (1913)
- His Secret, regia di Lionel Barrymore (1913)
- Scenting a Terrible Crime, regia di Edward Dillon (1913)
- Never Known to Smile, regia di Edward Dillon (1913)
- So Runs the Way, regia di Christy Cabanne – cortometraggio (1913)
- McGann and His Octette, regia di Edward Dillon (1913)
- Aunts, Too Many!, regia di Edward Dillon (1913)
- Red and Pete, Partners, regia di Anthony O'Sullivan (1913)
- The Girl Across the Way, regia di Christy Cabanne (1913)
- The Van Nostrand Tiara, regia di Anthony O'Sullivan – cortometraggio (1913)
- The Winning Punch, regia di Edward Dillon (1913)
- A Fallen Hero, regia di Edward Dillon (1913)
- Madonna of the Storm, regia di David W. Griffith (1913)
- An Evening with Wilder Spender, regia di Edward Dillon (1913)
- Boarders and Bombs, regia di Edward Dillon (1913)
- A Barber Cure, regia di Edward Dillon (1913)
- The Stopped Clock, regia di Anthony O'Sullivan (1913)
- Diversion, regia di Anthony O'Sullivan (1913)
- Where's the Baby?, regia di Lionel Barrymore (1913)
- In the Hands of the Black Hands, regia di Edward Dillon (1913)
- Old Coupons, regia di Anthony O'Sullivan (1913)
- No Place for Father, regia di Lionel Barrymore (1913)
- Mrs. Casey's Gorilla, regia di Edward Dillon (1913)
- Mixed Nuts, regia di Edward Dillon (1913)
- His Inspiration, regia di Christy Cabanne (1913)
- He's a Lawyer, regia di Edward Dillon (1913)
- A Cure for Suffragettes, regia di Edward Dillon (1913)
- The Detective's Stratagem (1913)
- By Man's Law, regia di Christy Cabanne (1913)
- All for Science, regia di Anthony O'Sullivan (1913)
- The Somnambulists, regia di Edward Dillon (1913)
- A Circumstantial Hero, regia di Eddie Dillon (1913)
- The Blue or the Gray, regia di Christy Cabanne (1913)
- How the Day Was Saved, regia di Edward Dillon (1913)
- Binks' Vacation, regia di Eddie Dillon (Edward Dillon) (1913)
- The Birthday Ring, regia di Alfred Paget (1913)
- In the Elemental World, regia di Christy Cabanne (1913)
- The Capturing of David Dunne (1913)
- The Troublesome Mole, regia di Eddie Dillon (Edward Dillon) (1913)
- A Foul and Fearful Plot, regia di Edward Dillon (1913)
- The House of Discord, regia di James Kirkwood (1913)
- Riley's Decoys (1913)
- Oh, Sammy!, regia di Eddie Dillon (Edward Dillon) (1913)
- Beyond All Law, regia di Frank Powell (1913)
- The Conscience of Hassan Bey, regia di Christy Cabanne (1913)
- For Her Government, regia di Frank Powell (1913)
- Her Wedding Bell, regia di Anthony O'Sullivan (1913)
- The Suicide Pact, regia di Frank Powell (1913)
- The Club Cure, regia di Dell Henderson (1913)
- The Abandoned Well, regia di Oliver L. Sellers e Travers Vale (1913)
- The Wedding Gown, regia di Frank Powell (1913)
- The Battle at Elderbush Gulch, regia di David W. Griffith (1913)

### 1914
- The Janitor's Revenge  (1914)
- Skelley's Skeleton, regia di Eddie Dillon (Edward Dillon) (1914)
- A Motorcycle Elopement, regia di Dell Henderson (1914)
- The Mystery of the Milk – cortometraggio (1914)
- His Father's House (1914)
- The Bartered Crown (1914)
- Concentration, regia di Anthony O'Sullivan – cortometraggio (1914)
- Out-Blacked (1914)
- How They Struck Oil, regia di Dell Henderson – cortometraggio (1914)
- Waifs, regia di David W. Griffith – cortometraggio (1914)
- The Fatal Wedding, regia di Lawrence Marston – cortometraggio (1914)
- Reggie the Daredevil (1914)
- Just Boys, regia di Lionel Barrymore – cortometraggio (1914)
- The Sentimental Sister – cortometraggio (1914)
- The Husband's Experiment (1914)
- His Fireman's Conscience, regia di Anthony O'Sullivan – cortometraggio (1914)
- Out of Sight, Out of Mind, regia di Dell Henderson – cortometraggio (1914)
- Buy Wool – cortometraggio (1914)
- The Fallen Angel, regia di Travers Vale – cortometraggio (1914)
- If It Were Not for Polly, regia di Dell Henderson – cortometraggio (1914)
- The Dilemma, regia di George Morgan (1914)
- The Faddists (1914)
- Beating Their Board Bill (1914)
- Skelley Buys a Hotel, regia di Eddie Dillon (Edward Dillon) – cortometraggio (1914)
- One Thousand to One Shot – cortometraggio (1914)
- As It Might Have Been, regia di Dell Henderson – cortometraggio (1914)
- Classmates, regia di James Kirkwood  (1914)
- A Nest Unfeathered – cortometraggio (1914)
- Her Old Teacher, regia di Travers Vale – cortometraggio (1914)
- Skelley and the Turkey, regia di Eddie Dillon (Edward Dillon) (1914)
- A Desperate Hero (1914)
- Criminology and Reform (1914)
- Her Father's Silent Partner, regia di Donald Crisp – cortometraggio (1914)
- Chocolate Dynamite, regia di Lionel Barrymore – cortometraggio (1914)
- Because of a Hat, regia di Eddie Dillon (Edward Dillon) (1914)
- A Bunch of Flowers, regia di Dell Henderson – cortometraggio (1914)
- Politics and Suffragettes (1914)
- Pa and Ma Elope (1914)
- Children of Destiny, regia di J. Farrell MacDonald – cortometraggio (1914)
- Judith of Bethulia, regia di David W. Griffith (1914)
- Strongheart, regia di James Kirkwood  (1914)
- For Auld Lang Syne (1914)
- Her Hand (1914)
- Shorty Makes a Bet (1914)
- Blame the Tailor (1914)
- Gentleman or Thief, regia di Dell Henderson (1914)
- The Restless Woman, regia di Travers Vale (1914)
- A Friend of the District Attorney, regia di Travers Vale (1914)
- An Hour of Terror (1914)
- Wifey's Visit Home (1914)
- Never Shrink (1914)
- The Doctor's Trust, regia di Anthony O'Sullivan (1914)
- The Burglar's Sacrifice (1914)
- Skelley's Birthday, regia di Eddie Dillon (Edward Dillon) – cortometraggio (1914)
- Bill Tell, Pawnbroker, regia di J. Farrell MacDonald – cortometraggio (1914)
- The Master of the Strong, regia di Travers Vale (1914)
- When a Woman Guides, regia di Anthony O'Sullivan – cortometraggio (1914)
- Rings and Robbers (1914)
- Hicksville's Finest (1914)
- The Bondage of Fear (1914)
- Melody and Art, regia di Travers Vale (1914)
- Mixed Mails (1914)
- Ambitious Pa (1914)
- The Scar (1914)
- The Tango Flat (1914)
- A Man in the House (1914)
- Brute Force, regia di David W. Griffith – cortometraggio (1914)
- Hop Head's Dream (1914)
- Along Came a City Chap (1914)
- The Soul of the Desert (1914)
- Her Big Scoop, regia di Travers Vale (1914)
- The Saving Presence (1914)
- Maniacs Three, regia di Edward Dillon (1914)
- Gilliagin's Accident Policy (1914)
- Under the Skin, regia di Travers Vale (1914)
- In Fate's Cycle (1914)
- Liberty Belles, regia di Del Henderson (Dell Henderson) – cortometraggio (1914)
- Her Mother's Weakness, regia di Anthony O'Sullivan (1914)
- While the Band Played (1914)
- Almost an Outrage (1914)
- The Father's Scapegoat, regia di Travers Vale (1914)
- Romeo and Juliet (1914)
- Percy the Lady Killer  (1914)
- A Fair Rebel, regia di Frank Powell – cortometraggio (1914)
- The Road to Plaindale, regia di Dell Henderson (1914)
- Widow Muggin's Wedding (1914)
- The Price of the Drinks (1914)
- The Wife, regia di David Miles (1914)
- The Science of Crime, regia di George Morgan (1914)
- A Daring Getaway, regia di Anthony O'Sullivan
- Death's Witness, regia di Anthony O'Sullivan (1914)
- The Idiot, regia di Travers Vale (1914)
- In the Nick of Time (1914)
- Captain Kidd, the Bold (1914)
- The Ethics of the Profession, regia di Travers Vale (1914)
- A Jonah, regia di Edward Dillon (1914)
- The Opal's Curse, regia di Anthony O'Sullivan (1914)
- Stranezze di un miliardario (Lord Chumley), regia di James Kirkwood (1914)
- The Prize Employer (1914)
- Brown's Bachelor Supper (1914)
- Her Neighbors Next Door, regia di Travers Vale (1914)
- By the Old Dead Tree, regia di J. Farrell MacDonald (1914)
- The Song of Sunny Italy, regia di Travers Vale (1914)
- The Ragamuffin, regia di Anthony O'Sullivan (1914)
- Woman Against Woman, regia di Paul Powell – cortometraggio (1914)
- The Billionaire, regia di Marshall Neilan – cortometraggio (1914)
- Seven Days – cortometraggio (1914)
- Ribbons and Boxing Gloves (1914)
- A Spanish Omelet (1914)
- The Honor of the Law, regia di Travers Vale (1914)
- The Goat (1914)
- The Firemen's Social (1914)
- The Cracksman's Gratitude, regia di Anthony O'Sullivan (1914)
- The Boiler Maker's Day of Rest (1914)
- Eva, the Cigarette Girl  (1914)
- A Romance of the Pueblo (1914)
- Her Primitive Model, regia di Travers Vale – cortometraggio (1914)
- That Boy from the Poorhouse, regia di Anthony O'Sullivan – cortometraggio (1914)
- The Prospectors, regia di Travers Vale – cortometraggio (1914)
- Some Decorators (1914)
- It Was Some Party, regia di Edward Dillon (1914)
- The World and the Woman, regia di Travers Vale – cortometraggio (1914)
- The Show Busters (1914)
- The Cheeseville Cops (1914)
- The Little Widow, regia di Anthony O'Sullivan (1914)
- Search, the Scientific Detective, regia di Eddie Dillon (Edward Dillon) (1914)
- Gwendolyn, the Sewing Machine Girl (1914)
- A Bit of Human Driftwood, regia di Travers Vale (1914)
- The Man Who Paid (1914)
- Man's Enemy, regia di Frank Powell (1914)
- The Meal Ticket, regia di Travers Vale  (1914)
- The Man and the Master, regia di Anthony O'Sullivan (1914)
- They Would Bandits Be (1914)
- The Deadly Cheroot (1914)
- The Condemning Hand, regia di Travers Vale (1914)
- The Mix-Up at Murphy's, regia di Eddie Dillon (Edward Dillon) (1914)
- Cheering Mr. Goodheart (1914)
- The District Attorney's Burglar, regia di Travers Vale (1914)
- Tim, the Terror (1914)
- The Game of Freeze-Out, regia di Dell Henderson (1914)
- The Smuggler's Wife, regia di Anthony O'Sullivan (1914)
- The Gypsy Talisman, regia di Dell Henderson (1914)
- The Man from the Past, regia di Travers Vale (1914)
- The Terrible Lesson, regia di Anthony O'Sullivan (1914)
- Spending It Quick (1914)
- Baseball, a Grand Old Game (1914)
- The Counterfeiter's Daughter, regia di Edward Morrissey – cortometraggio (1914)
- Men and Women, regia di James Kirkwood – cortometraggio (1914)
- The Chief's Love Affair (1914)
- Love and Hash  (1914)
- For the Cause, regia di Travers Vale (1914)
- Love, Loot and Liquor, regia di Dell Henderson (1914)
- Bluebeard, the Second (1914)
- The Cricket on the Hearth – cortometraggio (1914)
- The New Reporter (1914)
- The Secret Nest – cortometraggio (1914)
- The Backslider, regia di J. Farrell MacDonald – cortometraggio (1914)
- Merely Mother (1914)
- The Peddler's Bag, regia di Anthony O'Sullivan (1914)
- His Change of Heart (1914)
- The Fire Chief's Bride, regia di Eddie Dillon (Edward Dillon) (1914)
- Murphy and the Mermaids, regia di Dell Henderson (1914)
- Just a Bit of Life (1914)
- The Ring and the Book (1914)
- Who's Looney Now? – cortometraggio (1914)
- The War of Wealth – cortometraggio (1914)
- The Plumber's Picnic (1914)
- The Indian (1914)
- The Fall of Muscle-Bound Hicks, regia di Dell Henderson (1914)
- Her Doggy (1914)
- The Gold Thief, regia di Dell Henderson (1914)
- The White Hand Society (1914)
- A First Class Cook, regia di Dell Henderson (1914)
- The Derelicts, regia di Travers Vale (1914)
- The Spirit of Jealousy – cortometraggio (1914)
- The Peasant's Lie (1914)
- The New Road's Mascot, regia di Anthony O'Sullivan (1914)
- The Borrowed Book (1914)
- Gwendolin, regia di Travers Vale (1914)
- Their Little Drudge (1914)
- They Were College Boys
- The Man Hunters, regia di Dell Henderson (1914)
- His Mother's Home (1914)
- The Guiding Fate (1914)
- The Iron Master, regia di Travers Vale – cortometraggio (1914)
- The First Law – cortometraggio (1914)
- Peg o' the Wild-Wood (1914)
- Our Home-Made Army (1914)
- Meeting Mr. Jones, regia di Dell Henderson (1914)
- Their Soldier Boy (1914)
- Martin Chuzzlewit, regia di Travers Vale e Oscar Apfel (1914)
- They Called It 'Baby' (1914)
- His Loving Spouse, regia di Dell Henderson (1914)
- A Woman's Folly (1914)
- The Broken Rose – cortometraggio (1914)
- The Villainous Uncle (1914)
- The Squashville School, regia di Dell Henderson (1914)
- The Ticket-of-Leave Man, regia di Travers Vale – cortometraggio (1914)
- The Wife's Stratagem, regia di Travers Vale (1914)
- The Tides of Sorrow, regia di J. Farrell MacDonald (1914)
- The Wages of Sin (1914)
- The Road to Yesterday, regia di Lawrence Marston – cortometraggio (1914)
- The Power of the Press – cortometraggio (1914)
- The Genius, regia di Dell Henderson – cortometraggio (1914)
- The Charity Ball (1914)
- Hearts of Gold – cortometraggio (1914)
- All for Business – cortometraggio (1914)
- Masks and Faces, regia di Lawrence Marston (1914)
- Butterflies and Orange Blossoms, regia di George Morrissey (1914)
- Getting the Sack, regia di Dell Henderson (1914)
- A Regular Rip, regia di Dell Henderson (1914)
- The Dole of Destiny (1914)
- A Better Understanding (1914)
- The New Magdalen, regia di Travers Vale – cortometraggio (1914)
- The Fleur-de-Lis Ring, regia di Wray Physioc (Wray Bartlett Physioc) – cortometraggio (1914)
- Life's Stream – cortometraggio (1914)
- The Deadly Dispatch (1914)
- His Wife's Pet, regia di Dell Henderson (1914)
- The Child Thou Gavest Me (1914)
- Ernest Maltravers, regia di Travers Vale (1914)
- Henpeck Gets a Night Off, regia di Dell Henderson (1914)
- A Fowl Deed, regia di Dell Henderson (1914)
- The Girl and the Miser (1914)
- Blacksmith Ben, regia di J. Farrell MacDonald – cortometraggio (1914)
- Thrown Off the Throne (1914)
- All on Account of the Cheese (1914)
- The Romance of a Poor Young Man (1914)
- The Way Back (1914)
- His Old Pal's Sacrifice – cortometraggio (1914)
- Little Miss Make-Believe (1914)
- The Woman in Black, regia di Lawrence Marston (1914)
- A Mother's Way (1914)
- The Closing Web (1914)
- In Quest of a Story (1914)
- Making Them Cough Up, regia di Dell Henderson (1914)
- Bertha, the Buttonhole-Maker, regia di Dell Henderson – cortometraggio (1914)
- The Deacon's Son – cortometraggio (1914)
- Just a Kid (1914)
- Cousin Pons, regia di Travers Vale (1914)
- For Her People (1914)
- And She Never Knew, regia di J. Farrell MacDonald (1914)
- Saved by Their Chee-ild (1914)
- Diogenes Weekly No. 13, regia di Dell Henderson (1914)
- The Sheriff of Willow Gulch – cortometraggio (1914)
- A Scrap of Paper, regia di Travers Vale (1914)
- Red Dye, regia di Dell Henderson – cortometraggio (1914)
- A Natural Mistake, regia di Dell Henderson (1914)
- His Prior Claim – cortometraggio (1914)
- The Bond Sinister, regia di J. Farrell MacDonald (1914)
- The Dentist's Janitor (1914)
- A Matter of Court, regia di Dell Henderson – cortometraggio (1914)
- On the Heights (1914)
- The Suffering of Susan (1914)
- The Way Home (1914)
- His Unwitting Conquest (1914)
- The House of Silence (1914)
- The Crimson Moth, regia di Travers Vale (1914)
- Under the Gaslight, regia di Lawrence Marston (1914)
- Two Stray Souls (1914)

### 1915
- The Efficiency Squad (1915)
- Diogenes' Weekly, No. 4-11-44 (1915)
- All for the Boy (1915)
- From the Shadow – cortometraggio (1915)
- Money (1915)
- Playthings of Fate – cortometraggio (1915)
- The Barrier Between (1915)
- The Fashion Shop (1915)
- A Safe Adventure (1915)
- The Girl He Brought Home (1915)
- The Third Act, regia di Travers Vale (1915)
- The Cheese Industry (1915)
- Getting Into a Scrape (1915)
- The Inevitable Retribution (1915)
- The House of Horror (1915)
- The Undying Fire – cortometraggio (1915)
- The Lady of Dreams, regia di George Morrissey (1915)
- The Gang's New Member (1915)
- Heart's Hunger (1915)
- In the Boarding House (1915)
- His Night Out (1915)
- The Boob and the Baker (1915)
- Diogenes Weekly No. 23, regia di Dell Henderson (1915)
- File No. 113 (1915)
- Milady's Boudoir (1915)
- Her Slumbering Conscience (1915)
- The Dancer's Ruse (1915)
- Fate's Protecting Arm – cortometraggio (1915)
- Three Hats, regia di Travers Vale (1915)
- The Borrowed Necklace (1915)
- It Doesn't Pay (1915)
- Winning the Old Man Over (1915)
- The Club Pest (1915)
- The Stray Shot (1915)
- Père Goriot, regia di Travers Vale – cortometraggio (1915)
- The Big Night (1915)
- Getting Rid of Nephew (1915)
- Their Divorce Suit (1915)
- The Woman Who Paid, regia di Travers Vale – cortometraggio (1915)
- In Red Dog Town  (1915)
- His Losing Day (1915)
- Dwellers in Glass Houses (1915)
- The Box of Chocolates (1915)
- The Village Friend (1915)
- The Cowboy's Conquest (1915)
- The Heart of a Bandit (1915)
- His Romany Wife (1915)
- The Call of Her Child – cortometraggio (1915)
- The Boob and the Magician – cortometraggio (1915)
- Rose o' the Shore – cortometraggio (1915)
- Tess of the Hills (1915)
- Colomba, regia di Travers Vale (1915)
- The Ward of the Mission (1915)
- The Deputy's Duty – cortometraggio (1915)
- The Soup Industry (1915)
- Blown Into Custody (1915)
- The Beautiful Lady (1915)
- Aurora Floyd, regia di Travers Vale (1915)
- Mud and Matrimony (1915)
- His Own Hero, regia di Dell Henderson (1915)
- Where Enmity Dies (1915)
- The Bandit and the Baby (1915)
- Saved from the Vampire, regia di Dell Henderson (1915)
- After the Storm, regia di Travers Vale (1915)
- His Desperate Deed (1915)
- Seekers After Romance (1915)
- When the Tide Turned (1915)
- The Maid of Romance (1915)
- His Brother's Keeper (1915)
- The Love Transcendent (1915)
- A Stop-Off in New Mexico, regia di Dell Henderson (1915)
- A Hot Foot Romance (1915)
- A Foothill Problem (1915)
- The Sister's Solace (1915)
- The Americano, regia di Travers Vale (1915)
- Just a Lark (1915)
- The Sheriff's Dilemma (1915)
- Destiny Decides (1915)
- The End of the Play – cortometraggio  (1915)
- The Bridge Across – cortometraggio (1915)
- The Vindication (1915)
- The Miser's Legacy – cortometraggio (1915)
- The Brooding Heart (1915)
- The Gambler's I.O.U. (1915)
- Lorna Doone, regia di J. Farrell MacDonald (1915)
- The Test of Sincerity – cortometraggio (1915)
- The Girl and the Matinee Idol – cortometraggio (1915)
- One Hundred Dollars – cortometraggio (1915)
- The Ebbing Tide (1915)
- The Quicksands of Society (1915)
- To Have and to Lose (1915)
- When Hearts Are Young – cortometraggio (1915)
- Jean the Faithful (1915)
- The Children's House (1915)
- Adam Bede, regia di Travers Vale (1915)
- Fool's Gold (1915)
- His Poor Little Girl (1915)
- A Double Winning (1915)
- Toys of Destiny (1915)
- The Black Sheep, regia di J. Farrell MacDonald (1915)
- The Master of the Sword (1915)
- Masked Fate (1915)
- A Day's Adventure (1915)
- A Much-Needed Lesson (1915)
- The Confession (1915)
- The Sheriff's Story (1915)
- The Little Scapegoat (1915)
- The Oriental Ruby (1915)
- The Canceled Mortgage (1915)
- Felix Holt – cortometraggio (1915)
- For Her Happiness (1915)
- Bobby's Bargain (1915)
- The First Piano in Camp (1915)
- The Avenging Sea (1915)
- Captain Fracasse (1915)
- Gratitude (1915)
- The Candidate's Past (1915)
- Truth Stranger Than Fiction (1915)
- The Buckskin Shirt (1915)
- The Maid o' the Mountain, regia di Travers Vale (1915)
- The Heart of an Actress – cortometraggio (1915)
- Her Dormant Love (1915)
- For Her Friend (1915)
- The Tear on the Page (1915)
- Man and His Master, regia di Travers Vale (1915)
- The Divided Locket, regia di George Reehm (1915)
- Life's Changing Tide, regia di George Morgan – cortometraggio (1915)
- A Romance of Old California (1915)
- Mrs. Van Alden's Jewels, regia di Travers Vale (1915)
- His Ward's Scheme, regia di Edward Morrissey – cortometraggio (1915)
- The Way Out, regia di Tony O'Sullivan (Anthony O'Sullivan) (1915)
- The Condemning Circumstance, regia di George Reehm (1915)
- The Wives of Men, regia di J. Farrell MacDonald (1915)
- Her Convert, regia di Tony O'Sullivan (1915)
- The Girl Hater, regia di Edward Morrissey (1915)
- His Fatal Shot, regia di Wray Physioc (Wray Bartlett Physioc) (1915)
- Love's Melody, regia di Edward Morrissey – cortometraggio (1915)
- Fate's Healing Hand, regia di George Morgan (1915)
- Luxurious Lou, regia di Wray Bartlett Physioc (1915)
- The Summoning Shot, regia di George Morgan (1915)
- The Smuggler's Ward, regia di J. Farrell MacDonald (1915)
- The Claim of Honor, regia di George E. Reehm (George Reehm) (1915)
- Old Offenders, regia di Anthony O'Sullivan – cortometraggio (1915)
- As It Happened , regia di Tony O'Sullivan – cortometraggio (1915)
- Coincidence, regia di Ray Physioc (Wray Bartlett Physioc) – cortometraggio (1915)
- The One Forgotten, regia di George Morgan – cortometraggio (1915)
- The Little Runaways, regia di Edward Morrissey – cortometraggio (1915)
- The Chadford Diamonds, regia di George Reehm – cortometraggio (1915)
- A Daughter of Earth, regia di J. Farrell MacDonald – cortometraggio (1915)
- Under Two Flags, regia di Travers Vale – cortometraggio (1915)
- His Singular Lesson, regia di Walter V. Coyle (1915)
- His Criminal Career, regia di George Reehm (1915)
- A Letter to Daddy, regia di Edward Morrissey – cortometraggio (1915)
- Reapers of the Whirlwind, regia di J. Farrell MacDonald – cortometraggio (1915)
- The Wanderer's Pledge, regia di George Morgan (1915)
- More Than Friends, regia di George Reehm (1915)
- Love's Rescue, regia di George Morgan (1915)
- The Drab Sister, regia di Travers Vale (1915)
- Jane Eyre, regia di Travers Vale (1915)
- The Fixer, regia di Edward Morrissey (1915)
- Frederick Holmes' Ward, regia di Walter V. Coyle (come Walter Coyle) (1915)
- Her Hidden Life, regia di George Reehm (1915)
- The Law of Love, regia di J. Farrell MacDonald – cortometraggio (1915)
- Stronger Than Love, regia di George Morgan (1915)
- The Little Slavey, regia di Edward Morrissey – cortometraggio (1915)
- Mrs. Randolph's New Secretary, regia di Walter V. Coyle (1915)
- Ashes of Inspiration, regia di J. Farrell MacDonald – cortometraggio (1915)
- East Lynne, regia di Travers Vale – cortometraggio (1915)
- His Last Wish, regia di Edward Morrissey – cortometraggio (1915)
- The Ace of Diamonds, regia di George Reehm – cortometraggio (1915)
- Twice Won, regia di George Reehm (1915)
- Mister Paganini
- His Birthday Gift
- His Last Wish, regia di Edward Morrissey – cortometraggio (1915)
- A Triple Winning, regia di George Morgan (1915)
- The Mystery of Henri Villard (1915)
- Dora, regia di Travers Vale (1915)
- The Stranger in the Valley
- The Wheel of the Gods
- Among Those Killed (1915)
- A Difference of Opinion
- The Broken Wrist
- At the Road's End (1915)
- The Man Who Never Was Caught
- The Rehearsal, regia di J. Searle Dawley (1915)
- The Need of Money, regia di Edward Morrissey – cortometraggio (1915)
- The Soul of Pierre, regia di Travers Vale (1915)
- A Lasting Lesson (1915)
- Heart Trouble (1915)
- Behind the Mask, regia di George Moore (1915)
- And by These Deeds, regia di Ray Physioc (Wray Bartlett Physioc) (1915)
- A Kentucky Episode (1915)
- The Girl Who Didn't Forget, regia di George Morgan (1915)
- The Seymour House Party
- The Country Parson (1915)
- Winning the Widow, regia di Walter V. Coyle (come Walter Coyle) (1915)
- His Wife's Story, regia di J. Farrell MacDonald – cortometraggio (1915)
- Her Renunciation, regia di George Morgan – cortometraggio (1915)
- The Old and the New – cortometraggio (1915)
- The Worth of a Woman, regia di Travers Vale – cortometraggio (1915)
- Her Soul Revealed – cortometraggio (1915)
- Bob's Love Affairs (1915)
- Jealousy's Fools – cortometraggio (1915)
- Blow for Blow – cortometraggio (1915)
- Serge Panine, regia di Wray Physioc (Wray Bartlett Physioc) (1915)
- The Dawn of Courage (1915)
- The Inevitable, regia di Walter V. Coyle (1915)
- Bad Money (1915)
- His Hand and Seal, regia di J. Farrell MacDonald (1915)
- The Vulture (1915)
- The Banker and the Thief (1915)
- Arline's Chauffeur (1915)
- A Mystery of the Mountains (1915)
- Harvest (1915)
- A Trick of Fate (1915)
- The Sheriff's Trap, regia di George Morgan (1915)
- Between Father and Son, regia di Travers Vale (1915)
- Dora Thorne, regia di Lawrence Marston (1915)
- The Passing Storm, regia di Alan Hale – cortometraggio (1915)
- Weaver of Claybank (1915)
- The Laurel of Tears, regia di J. Farrell MacDonald (1915)
- Rosa and the Author (1915)
- The Chief Inspector, regia di J. Farrell MacDonald (1915)
- The Gambler of the West (1915)
- Eyes of the Soul, regia di Travers Vale – cortometraggio (1915)
- Love's Enduring Flame – cortometraggio (1915)
- The Reproach of Annesley (1915)
- The Man from Town (1915)
- Count Twenty (1915)
- The Hungarian Nabob, regia di Travers Vale (1915)
- His Emergency Wife (1915)
- A Woman Without a Soul, regia di J. Farrell MacDonald (1915)
- A Poor Relation – cortometraggio (1915)
- The Masterful Hireling (1915)
- Her Stepchildren (1915)
- Divorcons (1915)
- Cupid Entangled, regia di Walter V. Coyle (come Walter Coyle) – cortometraggio (1915)
- The Tides of Retribution, regia di J. Farrell MacDonald – cortometraggio (1915)
- The Woman of Mystery, regia di Travers Vale (1915)
- Packer Jim's Guardianship, regia di Wray Physioc (Wray Bartlett Physioc) – cortometraggio (1915)

### 1916
- The Avenging Shot (1916)
- The Skating Rink (1916)
- The Angel of Piety Flat (1916)
- A Life Chase, regia di Travers Vale (1916)
- Stronger Than Woman's Will, regia di J. Farrell MacDonald (1916)
- The Chain of Evidence, regia di Walter V. Coyle (come Walter Coyle)
- The Smugglers (1916)
- The Iron Will, regia di J. Farrell MacDonald (1916)
- His White Lie, regia di Walter V. Coyle (come Walter Coyle)
- Pique, regia di Lawrence Marston – cortometraggio (1916)
- The Guilt of Stephen Eldridge, regia di J. Farrell MacDonald (1916)
- What Happened to Peggy, regia di Walter V. Coyle (come Walter Coyle)
- The Indian, regia di David Miles (1916)
- The Mystery of Orcival, regia di J. Farrell MacDonald – cortometraggio (1916)
- A Grip of Gold
- The Rejuvenation of Aunt Mary, regia di Edward Dillon (1916)
- The Battle of Truth
- Alias Jimmy Barton – cortometraggio (1916)
- Madelaine Morel
- Paths That Crossed
- The Man Who Called After Dark, regia di Walter V. Coyle – cortometraggio (1916)
- The Stampede
- The Larrimore Case
- Celeste, regia di Walter V. Coyle (come Walter Coyle) – cortometraggio (1916)
- A Spring Chicken, regia di Dell Henderson – cortometraggio (1916)
- Fit for Burning
- Merry Mary – cortometraggio (1916)
- Beverly of Graustark (1916)
- The Cecropia Moth (1916)
- A Natural Born Gambler, regia di Bert Williams – cortometraggio (1916)
- Fish, regia di Bert Williams – cortometraggio (1916)